# 該隱與亞伯

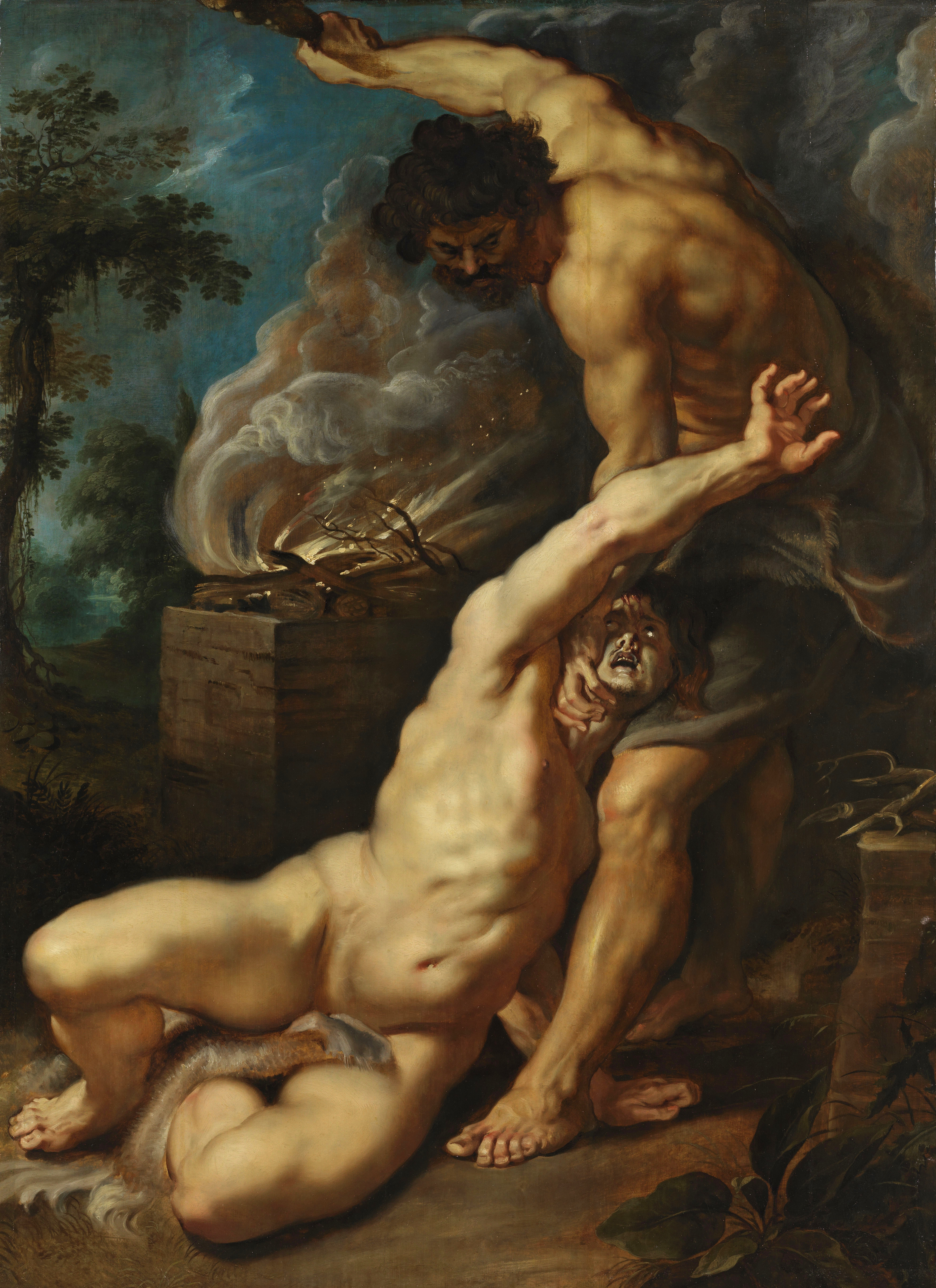
《該隱與亞伯》，彼得·保羅·魯本斯，1608-09，科陶德藝術學院

該隱與亞伯（希伯來語：הֶבֶל ,קַיִן），神話中，該隱與亞伯是亞當和夏娃所生下的兩個兒子。該隱是農民，他的弟弟亞伯為一個牧羊人。該隱是神話史上第一個謀殺他人的人類，亞伯是第一個死去的人類。該隱與亞伯的妻子可能是他們的母親夏娃或自己的妹妹。
該隱犯下神話史上第一次殺人事件，他殺害他的兄弟亞伯。古代和現代的評論家通常假設該隱殺人動機是嫉妒和憤怒。雖然該隱和亞伯的故事在《古蘭經》中出現，但是僅指出他們是亞當的兒子（阿拉伯語：ابني آدم），沒有提到名字。

## 记载
聖經译文：「有一日，那人（亞當）和他妻子夏娃同房，夏娃就懷孕，生了該隱，便說：『耶和華使我得了一個男子。』又生了該隱的兄弟亞伯。亞伯是牧羊的；該隱是種地的。有一日，該隱拿地裡的出產為供物獻給耶和華；亞伯也將他羊群中頭生的和羊的脂油獻上。耶和華看中了亞伯和他的供物，只是看不中該隱和他的供物。該隱就大大的發怒，變了臉色。耶和華對該隱說：『你為什麼發怒呢？你為什麼變了臉色呢？你若行得好，豈不蒙悅納？你若行得不好，罪就伏在門前。它必戀慕你，你卻要制伏它。』該隱與他兄弟亞伯說話；二人正在田間。該隱起來打他兄弟亞伯，把他殺了。」

### 引用
1. ↑  Byron 2011，第11頁: Anglea Y. Kim, "Cain and Abel in the Light of Envy: A Study of the History of the Interpretation of Envy in Genesis 4:1-16," JSP (2001), p.65-84
2. ↑  古蘭經5:27-32
3. ↑  創世記 4:1–8